# Alar del Rey
Alar del Rey é um município da Espanha na província de Palência, comunidade autónoma de Castela e Leão, de área 57,76 km² com população de 1185 habitantes (2004) e densidade populacional de 20,52 hab/km².

## Demografia
| Variação demográfica do município entre 1991 e 2004 | Variação demográfica do município entre 1991 e 2004 | Variação demográfica do município entre 1991 e 2004 | Variação demográfica do município entre 1991 e 2004 |
| --------------------------------------------------- | --------------------------------------------------- | --------------------------------------------------- | --------------------------------------------------- |
| 1991                                                | 1996                                                | 2001                                                | 2004                                                |
| 1574                                                | 1334                                                | 1223                                                | 1185                                                |